# Diocesi di Sosnowiec
La diocesi di Sosnowiec (in latino Dioecesis Sosnoviensis) è una sede della Chiesa cattolica in Polonia suffraganea dell'arcidiocesi di Częstochowa. Nel 2022 contava 599.747 battezzati su 640.800 abitanti. È retta dal vescovo Artur Ważny.

## Territorio
La diocesi comprende la parte centrale del Voivodato della Slesia.
Sede vescovile è la città di Sosnowiec, dove si trova la cattedrale dell'Assunzione di Maria Vergine. In diocesi sorgono tre basiliche minori: la basilica di Nostra Signora degli Angeli e quella del Sacro Cuore di Gesù, entrambe a Dąbrowa Górnicza, e la basilica di Sant'Andrea apostolo a Olkusz.
Il territorio è suddiviso in 22 decanati e in 162 parrocchie.

## Storia
La diocesi è stata eretta il 25 marzo 1992 da papa Giovanni Paolo II con la bolla Totus tuus Poloniae populus, ricavandone il territorio dalla diocesi di Częstochowa (contestualmente elevata ad arcidiocesi), dalla diocesi di Kielce e dall'arcidiocesi di Cracovia.
Il 7 ottobre 1993, con la lettera apostolica Fideles ecclesialis, lo stesso papa Giovanni Paolo II ha confermato Sant'Alberto Chmielowski, patrono principale della diocesi, e San Raffaele Kalinowski patrono secondario.

## Cronotassi dei vescovi
Si omettono i periodi di sede vacante non superiori ai 2 anni o non storicamente accertati.
- Adam Śmigielski, S.D.B. † (25 marzo 1992 - 7 ottobre 2008 deceduto)
- Grzegorz Kaszak (4 febbraio 2009 - 24 ottobre 2023 dimesso)[3]
- Artur Ważny, dal 23 aprile 2024

## Statistiche
La diocesi nel 2020 su una popolazione di 647.560 persone contava 606.100 battezzati, corrispondenti al 93,6% del totale.
| anno | popolazione | popolazione | popolazione | presbiteri | presbiteri | presbiteri | presbiteri                | diaconi | religiosi | religiosi | parrocchie |
| anno | battezzati  | totale      | %           | numero     | secolari   | regolari   | battezzati per presbitero | diaconi | uomini    | donne     | parrocchie |
| ---- | ----------- | ----------- | ----------- | ---------- | ---------- | ---------- | ------------------------- | ------- | --------- | --------- | ---------- |
| 1999 | 801.500     | 812.000     | 98,7        | 391        | 348        | 43         | 2.049                     |         | 46        | 164       | 157        |
| 2000 | 800.500     | 811.000     | 98,7        | 401        | 357        | 44         | 1.996                     |         | 47        | 164       | 157        |
| 2001 | 800.500     | 811.000     | 98,7        | 399        | 353        | 46         | 2.006                     |         | 49        | 165       | 157        |
| 2002 | 800.500     | 811.000     | 98,7        | 406        | 360        | 46         | 1.971                     |         | 50        | 154       | 157        |
| 2003 | 800.500     | 811.000     | 98,7        | 395        | 355        | 40         | 2.026                     |         | 57        | 152       | 157        |
| 2004 | 800.500     | 811.000     | 98,7        | 394        | 353        | 41         | 2.031                     |         | 52        | 154       | 157        |
| 2010 | 719.000     | 730.000     | 98,5        | 421        | 377        | 44         | 1.707                     |         | 53        | 140       | 171        |
| 2014 | 624.417     | 671.414     | 93,0        | 415        | 365        | 50         | 1.504                     |         | 54        | 122       | 165        |
| 2017 | 614.600     | 657.411     | 93,5        | 407        | 358        | 49         | 1.510                     |         | 54        | 106       | 162        |
| 2020 | 606.100     | 647.560     | 93,6        | 400        | 353        | 47         | 1.515                     |         | 52        | 95        | 162        |
| 2022 | 599.747     | 640.800     | 93,6        | 395        | 347        | 48         | 1.518                     |         | 51        | 93        | 162        |

## Galleria d'immagini

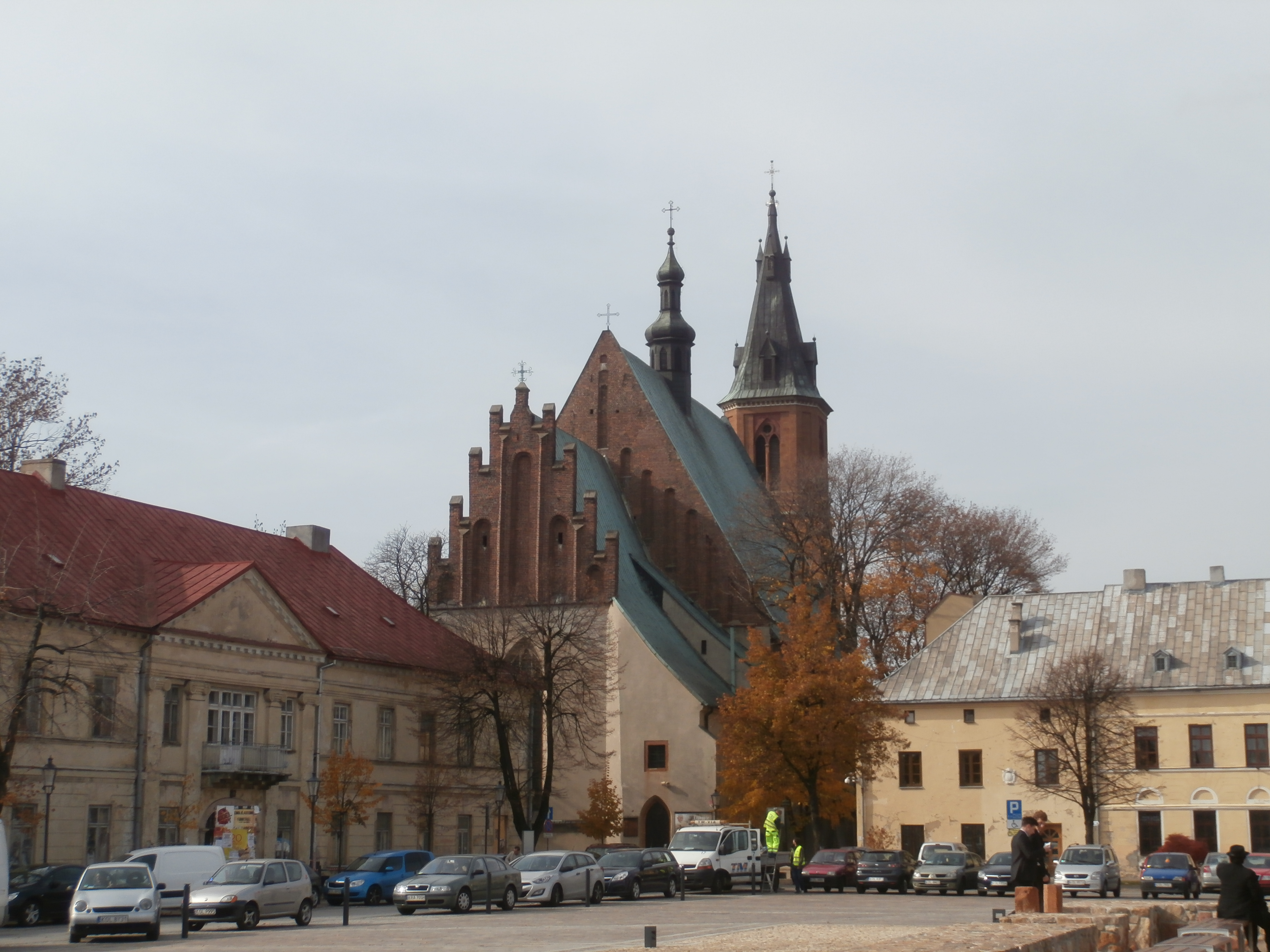
La basilica di Sant'Andrea apostolo a Olkusz
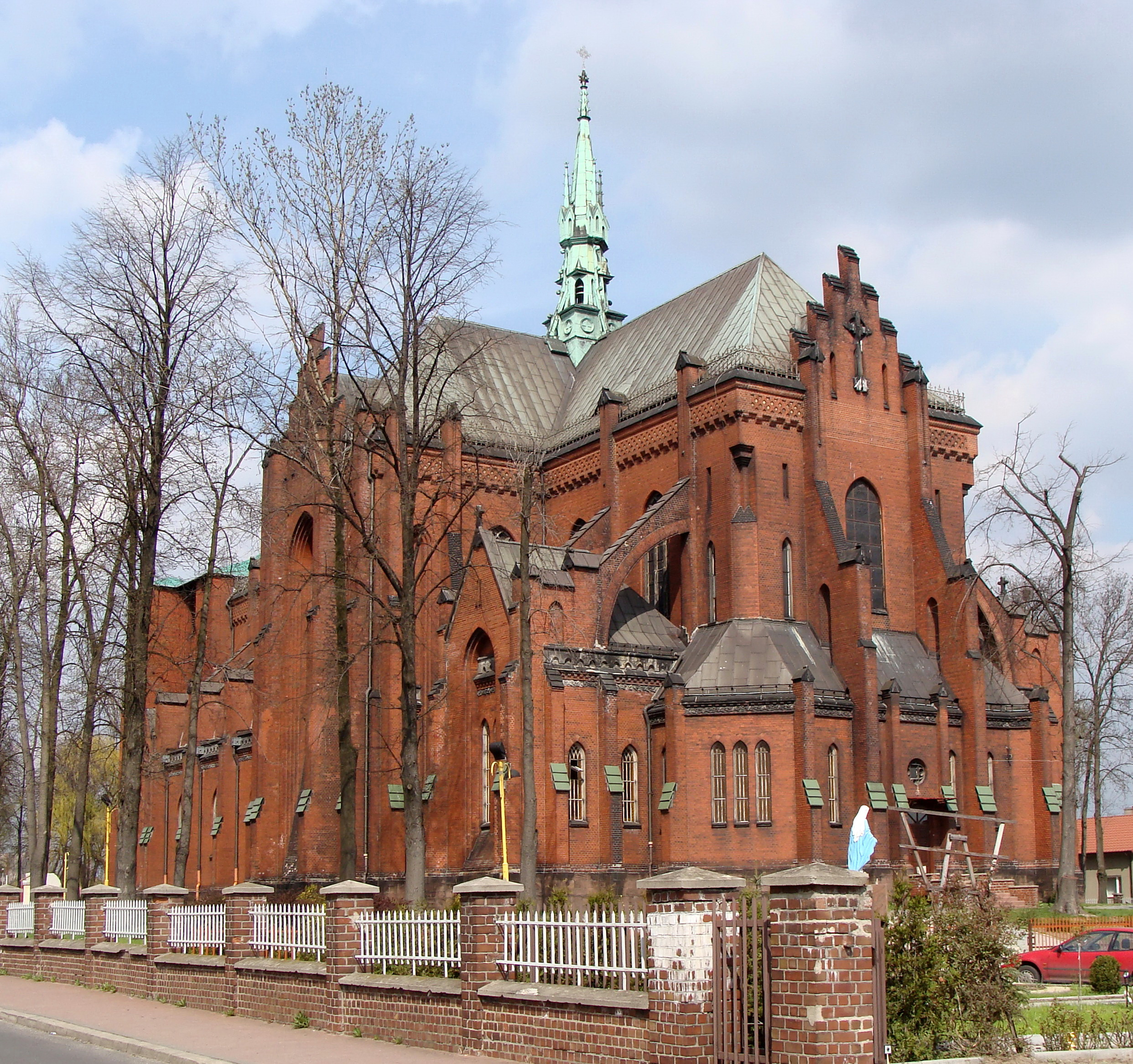
La basilica Sacro Cuore di Gesù a Dąbrowa Górnicza
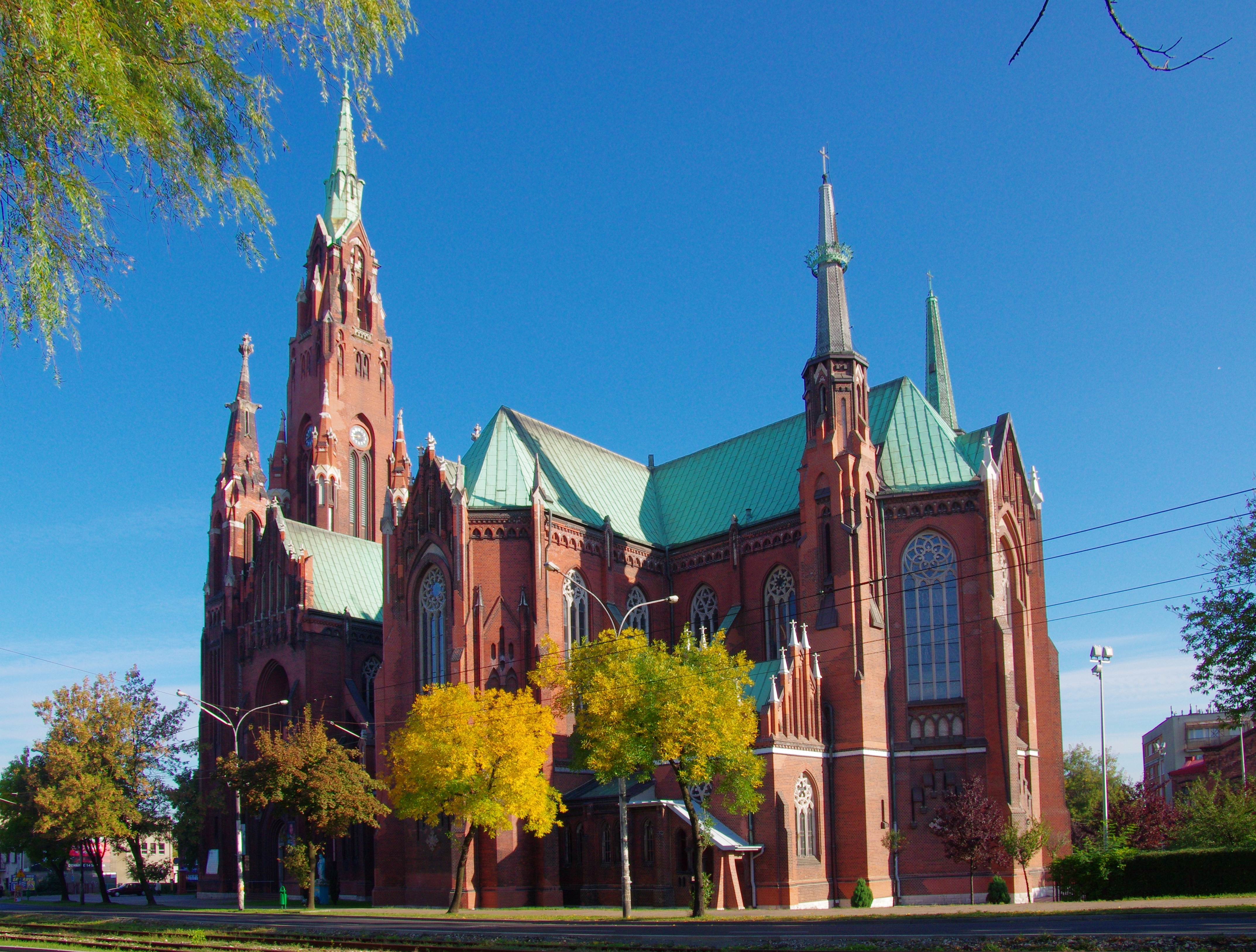
La basilica di Nostra Signora degli Angeli a Dąbrowa Górnicza
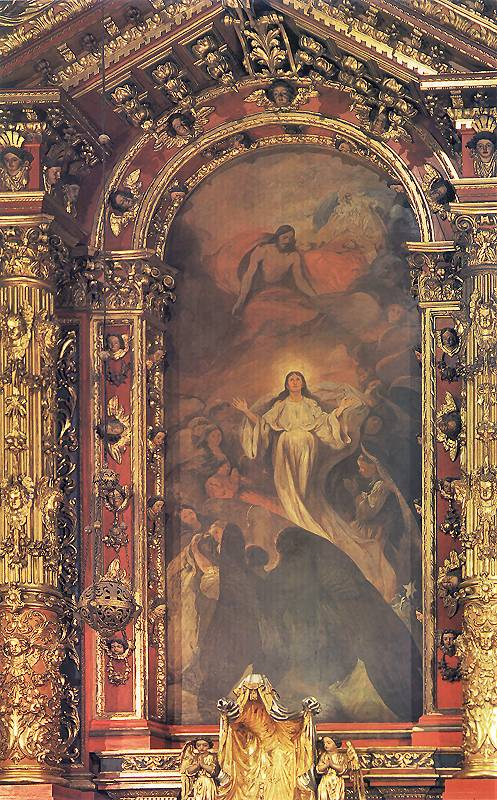
L'Assunzione della Vergine, ancona della cattedrale di Sosnowiec